# Marcard, Stein & Co
Marcard, Stein & Co AG ist eine traditionsreiche Hamburger Privatbank, die heute Teil des Bankhauses M.M.Warburg & CO ist.
Marcard, Stein & Co hat sich ausschließlich auf die Tätigkeit als Family-Office spezialisiert und stellt das gesamte Instrumentarium zur Verfügung, das im Rahmen der ganzheitlichen Betreuung vielschichtiger Familienvermögen benötigt wird. Daneben ist die Bank Zahl- und Informationsstelle für mehr als 300 ausländische Investmentfonds aus Luxemburg, Irland, Frankreich und anderen Ländern. Marcard, Stein & Co unterliegt der Bankenaufsicht und ist Mitglied im Einlagensicherungsfonds des Bundesverbandes deutscher Banken.
Am Hauptsitz in Hamburg beschäftigt die Bank 72 Mitarbeiter.

## Geschichte
Vorgänger des Unternehmens waren das Bankhaus J. H. Stein, das seinen Ursprung 1790 in Köln hatte, und das Fondsmaklerhaus Marcard & Co. Letzteres geht auf die 1893 gegründete Firma N. Delmonte & Co zurück. 1923 trat dort Baron Enno von Marcard als Börsenhändler ein, 1932 wurde er Mitgesellschafter, 1936 persönlich haftender Gesellschafter. Fünf Jahre später wurde das Haus in Marcard & Co. umbenannt. Seit 1953 liegt der Hauptsitz am Ballindamm 36 in Hamburg.
1982 übernahm die Pariser Banque Indosuez (heute: Crédit Agricole) Marcard & Co., 1985 das Bankhaus J. H. Stein und verschmolz sie 1987 zu Marcard, Stein & Co. Mit der Übernahme durch das Hamburger Privatbankhaus M.M. Warburg & CO im Juli 1998 erfolgte eine grundlegende Neuausrichtung der Geschäftsfelder.

## Rechtsform
Im September 2007 wechselte die Bank von der ursprünglichen Rechtsform der Kommanditgesellschaft in eine Aktiengesellschaft und firmiert seitdem als Marcard, Stein & Co AG.